# Josef Frank (Politiker, 1909)

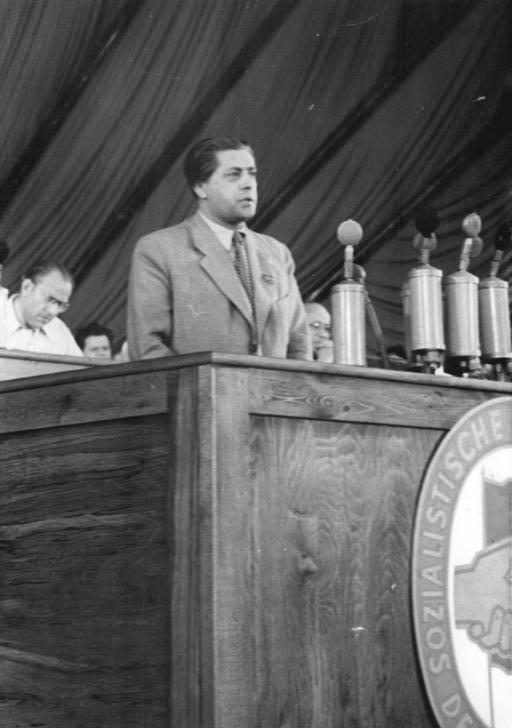
Josef Frank auf dem III. Parteitag der SED (1950)

Josef Frank (* 15. Februar 1909 in Plumau, Österreich-Ungarn; † 3. Dezember 1952 in Prag) war ein tschechoslowakischer Kommunist und Gewerkschafter.

## Leben
Frank schloss sich 1926 der Kommunistischen Partei der Tschechoslowakei (KPTsch) an. In den 1930er Jahren war er Zentralsekretär der Föderation der Privatangestellten (Federace soukromých zaměstnanců). 1939 wurde er von der Gestapo verhaftet und in das KZ Buchenwald verbracht, wo er bis 1945 inhaftiert war. Nach seiner Befreiung wurde er 1945 Mitglied des ZK und des Politbüros des ZK der KPTsch. 1948 wurde er zum stellvertretenden Generalsekretär des ZK der KPTsch sowie zum Abgeordneten der Nationalversammlung gewählt. 1951 wurde er verhaftet, angeklagt und aus der Partei ausgeschlossen. Im Schauprozess um Rudolf Slánský 1952 wurde er wegen angeblicher Kollaboration mit der SS im KZ Buchenwald zum Tode verurteilt. Frank wurde am 3. Dezember 1952 in Prag hingerichtet.
1963 wurde Frank durch Partei und Staat rehabilitiert. 1968 wurde ihm posthum vom tschechoslowakischen Präsidenten Ludvík Svoboda der Titel „Held der ČSSR“ verliehen.